# Darband (ort i Iran, Khorasan)
Darband (persiska: دربند) är en ort i Iran.   Den ligger i provinsen Khorasan, i den nordöstra delen av landet, 600 km öster om huvudstaden Teheran. Darband ligger 1 731 meter över havet och antalet invånare är 134.
Terrängen runt Darband är huvudsakligen kuperad, men österut är den platt. Darband ligger nere i en dal. Runt Darband är det ganska tätbefolkat, med 56 invånare per kvadratkilometer. Närmaste större samhälle är Khāyesk, 5,1 km öster om Darband. Trakten runt Darband består i huvudsak av gräsmarker.